# غران كامينيو 2023
غران كامينيو 2023 (بالإسبانية: O Gran Camiño 2023)‏ هو سباق دراجات هوائية من فئة  2.1، وهو الموسم الثاني من غران كامينيو ‏، وأقيم خلال الفترة من 23 فبراير 2023، وحتى 26 فبراير 2023 ضمن سباقات طواف أوروبا للدراجات 2023، وشارك فيه  122 متسابقاً ووصل إلى نهايته  115 متسابقاً.
فاز بالمركز الأول وفي تصنيف الجبال جوناس فينجارد، وفاز بالمركز الثاني خيسوس هييرادة، وفاز بالمركز الثالث روبن جيريرو، وفاز في ترتيب النقاط Sebastian Schönberger ‏، وفاز في ترتيب النقاط للشباب Lukas Nerurkar ‏، وفاز في ترتيب الفرق كوفيديس.

## الفرق
| فرق عالمية (4)- Movistar Team - Jumbo-Visma - Astana Qazaqstan Team - Cofidis فرق برو (8)- أوسكالتيل أوسكادي 2023 ‏ - Equipo Kern Pharma ‏ - كاجا رورال-سيغوروس 2023 ‏ - برجس بي إتش 2023 ‏ - فريق الدراجات Q36.5 ‏ - Team Solution Tech–Vini Fantini ‏ - Human Powered Health - فريق إيولو كوميت لركوب الدراجات 2023 ‏ فرق قارية (6)- إلكترو هايبر يوروبا ‏ - ترينيتي رود ريسينغ 2023 ‏ - AP Hotels & Resorts–Tavira–SC Farense ‏ - إيفابيل سيلينج ‏ - Tavfer–Ovos Matinados–Mortágua ‏ - Rádio Popular–Paredes–Boavista ‏ |  |
| |  |

## المراحل
| قائمة المراحل | قائمة المراحل | قائمة المراحل                  | قائمة المراحل         | قائمة المراحل | قائمة المراحل   | قائمة المراحل  |
| المرحلة       | التاريخ       | الدورة                         |                       | المسافة (كم)  | الفائز بالمرحلة | القائد العام   |
| ------------- | ------------- | ------------------------------ | --------------------- | ------------- | --------------- | -------------- |
| المرحلة 1     | 23 فبراير     | Roman walls of Lugo ‏ – Sarria ‏ | مرحلة التلال          | 188           | إلغاء المرحلة ‏  | إلغاء المرحلة ‏ |
| المرحلة 2     | 24 فبراير     | توي، بونتيفيدرا – لا غوارديا   | مرحلة التلال          | 184٫3         | جوناس فينجارد   | جوناس فينجارد  |
| المرحلة 3     | 25 فبراير     | إسغوس – روبيانا                | مرحلة متوسطة          | 123٫4         | جوناس فينجارد   | جوناس فينجارد  |
| المرحلة 4     | 26 فبراير     | O Milladoiro ‏ – شنت ياقُب       | مرحلة سباق الزمن فردي | 18٫1          | جوناس فينجارد   | جوناس فينجارد  |

## النتيجة

### مرحلة 1
هي مرحلة جبلية، أقيمت في 23 فبراير 2023، وامتدّت لمسافة 188 كيلومتر. فاز بالمركز الأول، وتصدر ترتيب التسلق وترتيب الفرق وترتيب النقاط وترتيب النقاط للشباب والترتيب العام في نهاية المرحلة إلغاء المرحلة ‏.

### مرحلة 2
هي مرحلة جبلية، أقيمت في 24 فبراير 2023، وامتدّت لمسافة 184.3 كيلومتر. فاز بالمركز الأول، وتصدر ترتيب التسلق والترتيب العام في نهاية المرحلة جوناس فينجارد، وتصدر ترتيب النقاط Sebastian Schönberger ‏، وتصدر ترتيب النقاط للشباب Lukas Nerurkar ‏، وتصدر ترتيب الفرق كوفيديس.
| التصنيف العام         | التصنيف العام       | التصنيف العام       | التصنيف العام | التصنيف العام |
| العداء                | العداء              | الفريق              | الوقت         |               |
| --------------------- | ------------------- | ------------------- | ------------- | ------------- |
| 1                     | جوناس فينجارد       | جومبو-فيسما         | 4 س 33 د 20 ث |               |
| 2                     | روبن جيريرو         | موفيستار            | + 28 ث        |               |
| 3                     | جون ازقيراي         | Cofidis             | + 31 ث        |               |
| 4                     | أنطونيو بيدرو       | موفيستار            | + 39 ث        |               |
| 5                     | خيسوس هييرادة       | Cofidis             | + 39 ث        |               |
| 6                     | Victor Langellotti ‏ | برجس بي إتش ‏        | + 39 ث        |               |
| 7                     | لورينزو فورتوناتو   | إيولو كوميت ‏        | + 41 ث        |               |
| 8                     | Lukas Nerurkar ‏     | ترينيتي رود ريسينغ ‏ | + 44 ث        |               |
| 9                     | روبين فرنانديز      | Cofidis             | + 46 ث        |               |
| 10                    | أتيلا فالتر         | جومبو-فيسما         | + 48 ث        |               |
|                       |                     |                     |               |               |
| مصدر: ProCyclingStats |                     |                     |               |               |

### مرحلة 3
هي مرحلة جبلية متوسطة، أقيمت في 25 فبراير 2023، وامتدّت لمسافة 123.4 كيلومتر. فاز بالمركز الأول، وتصدر الترتيب العام في نهاية المرحلة وترتيب التسلق جوناس فينجارد، وتصدر ترتيب النقاط Sebastian Schönberger ‏، وتصدر ترتيب النقاط للشباب Lukas Nerurkar ‏، وتصدر ترتيب الفرق موفيستار.
| التصنيف العام         | التصنيف العام       | التصنيف العام       | التصنيف العام | التصنيف العام |
| العداء                | العداء              | الفريق              | الوقت         |               |
| --------------------- | ------------------- | ------------------- | ------------- | ------------- |
| 1                     | جوناس فينجارد       | جومبو-فيسما         | 7 س 53 د 08 ث |               |
| 2                     | روبن جيريرو         | موفيستار            | + 53 ث        |               |
| 3                     | خيسوس هييرادة       | Cofidis             | + 1 د 25 ث    |               |
| 4                     | أتيلا فالتر         | جومبو-فيسما         | + 1 د 29 ث    |               |
| 5                     | لورينزو فورتوناتو   | إيولو كوميت ‏        | + 1 د 31 ث    |               |
| 6                     | روبين فرنانديز      | Cofidis             | + 1 د 40 ث    |               |
| 7                     | أنطونيو بيدرو       | موفيستار            | + 1 د 45 ث    |               |
| 8                     | Victor Langellotti ‏ | برجس بي إتش ‏        | + 1 د 45 ث    |               |
| 9                     | Lukas Nerurkar ‏     | ترينيتي رود ريسينغ ‏ | + 1 د 53 ث    |               |
| 10                    | ويل بارتا           | موفيستار            | + 2 د 02 ث    |               |
|                       |                     |                     |               |               |
| مصدر: ProCyclingStats |                     |                     |               |               |

### مرحلة 4
هي مرحلة من نوع سباق زمن فردي، أقيمت في 26 فبراير 2023، وامتدّت لمسافة 18.1 كيلومتر. فاز بالمركز الأول، وتصدر الترتيب العام في نهاية المرحلة جوناس فينجارد.

## التصنيف العام النهائي
| التصنيف العام         | التصنيف العام    | التصنيف العام         | التصنيف العام | التصنيف العام |
| العداء                | العداء           | الفريق                | الوقت         |               |
| --------------------- | ---------------- | --------------------- | ------------- | ------------- |
| 1                     | جوناس فينجارد    | جومبو-فيسما           | 8 س 16 د 55 ث |               |
| 2                     | خيسوس هييرادة    | Cofidis               | + 2 د 31 ث    |               |
| 3                     | روبن جيريرو      | موفيستار              | + 2 د 48 ث    |               |
| 4                     | أتيلا فالتر      | جومبو-فيسما           | + 2 د 53 ث    |               |
| 5                     | ويل بارتا        | موفيستار              | + 3 د 01 ث    |               |
| 6                     | Lukas Nerurkar ‏  | ترينيتي رود ريسينغ ‏   | + 3 د 30 ث    |               |
| 7                     | سيمون جيشكي      | Cofidis               | + 3 د 39 ث    |               |
| 8                     | ديفيد دي لا كروز | Astana Qazaqstan Team | + 3 د 40 ث    |               |
| 9                     | جواكيم سيلفا ‏    | إيفابيل سيلينج ‏       | + 3 د 44 ث    |               |
| 10                    | روبين فرنانديز   | Cofidis               | + 3 د 53 ث    |               |
|                       |                  |                       |               |               |
| مصدر: ProCyclingStats |                  |                       |               |               |

### تصنيف النقاط
| تصنيف النقاط          | تصنيف النقاط           | تصنيف النقاط         | تصنيف النقاط | تصنيف النقاط |
| العداء                | العداء                 | الفريق               | النقاط       |              |
| --------------------- | ---------------------- | -------------------- | ------------ | ------------ |
| 1                     | Sebastian Schönberger ‏ | Human Powered Health | 131 نقطة     |              |
| 2                     | جوناس فينجارد          | جومبو-فيسما          | 80 نقطة      |              |
| 3                     | Alejandro Ropero ‏      | إلكترو هايبر يوروبا ‏ | 60 نقطة      |              |
| 4                     | روبن جيريرو            | موفيستار             | 50 نقطة      |              |
| 5                     | خيسوس هييرادة          | Cofidis              | 36 نقطة      |              |
| 6                     | Igor Arrieta ‏          | Equipo Kern Pharma ‏  | 34 نقطة      |              |
| 7                     | لورينزو فورتوناتو      | إيولو كوميت ‏         | 30 نقطة      |              |
| 8                     | Xabier Isasa ‏          | أوسكالتيل أوسكادي ‏   | 30 نقطة      |              |
| 9                     | Josu Etxeberria ‏       | كاجا رورال-سيغوروس ‏  | 30 نقطة      |              |
| 10                    | أتيلا فالتر            | جومبو-فيسما          | 29 نقطة      |              |
|                       |                        |                      |              |              |
| مصدر: ProCyclingStats |                        |                      |              |              |

### تصنيف الجبال
| تصنيف الجبال          | تصنيف الجبال           | تصنيف الجبال                           | تصنيف الجبال | تصنيف الجبال |
| العداء                | العداء                 | الفريق                                 | النقاط       |              |
| --------------------- | ---------------------- | -------------------------------------- | ------------ | ------------ |
| 1                     | جوناس فينجارد          | جومبو-فيسما                            | 15 نقطة      |              |
| 2                     | Sebastian Schönberger ‏ | Human Powered Health                   | 14 نقطة      |              |
| 3                     | فرانسيسكو جافازي       | إيولو كوميت ‏                           | 9 نقطة       |              |
| 4                     | روبن جيريرو            | موفيستار                               | 9 نقطة       |              |
| 5                     | Igor Arrieta ‏          | Equipo Kern Pharma ‏                    | 6 نقطة       |              |
| 6                     | أتيلا فالتر            | جومبو-فيسما                            | 4 نقطة       |              |
| 7                     | ديليو فرنانديز كروز    | AP Hotels & Resorts–Tavira–SC Farense ‏ | 3 نقطة       |              |
| 8                     | خيسوس هييرادة          | Cofidis                                | 2 نقطة       |              |
| 9                     | Alex Molenaar ‏         | إلكترو هايبر يوروبا ‏                   | 2 نقطة       |              |
| 10                    | Mattia Bais ‏           | إيولو كوميت ‏                           | 2 نقطة       |              |
|                       |                        |                                        |              |              |
| مصدر: ProCyclingStats |                        |                                        |              |              |

## تصنيف الفرق

### الفرق حسب الوقت
| تصنيف الفرق حسب الوقت | تصنيف الفرق حسب الوقت   | تصنيف الفرق حسب الوقت | تصنيف الفرق حسب الوقت |
| الفريق                | الفريق                  | الوقت                 |                       |
| --------------------- | ----------------------- | --------------------- | --------------------- |
| 1                     | Cofidis                 | 25 س 00 د 35 ث        |                       |
| 2                     | Movistar Team           | + 25 ث                |                       |
| 3                     | Jumbo-Visma             | + 3 د 44 ث            |                       |
| 4                     | أوسكالتيل أوسكادي 2023 ‏ | + 3 د 44 ث            |                       |
| 5                     | ترينيتي رود ريسينغ ‏     | + 5 د 00 ث            |                       |
|                       |                         |                       |                       |
| مصدر: ProCyclingStats |                         |                       |                       |

## تصانيف فرعية

### تصنيف أفضل شاب
| تصنيف أفضل شاب        | تصنيف أفضل شاب        | تصنيف أفضل شاب                   | تصنيف أفضل شاب | تصنيف أفضل شاب |
| العداء                | العداء                | الفريق                           | الوقت          |                |
| --------------------- | --------------------- | -------------------------------- | -------------- | -------------- |
| 1                     | Lukas Nerurkar ‏       | ترينيتي رود ريسينغ ‏              | 8 س 20 د 25 ث  |                |
| 2                     | Pelayo Sánchez ‏       | برجس بي إتش ‏                     | + 38 ث         |                |
| 3                     | Carlos Canal ‏         | أوسكالتيل أوسكادي ‏               | + 49 ث         |                |
| 4                     | Max Walker (cyclist) ‏ | ترينيتي رود ريسينغ ‏              | + 1 د 01 ث     |                |
| 5                     | Igor Arrieta ‏         | Equipo Kern Pharma ‏              | + 1 د 13 ث     |                |
| 6                     | Enekoitz Azparren ‏    | أوسكالتيل أوسكادي ‏               | + 2 د 59 ث     |                |
| 7                     | Francisco Guerreiro ‏  | إيفابيل سيلينج ‏                  | + 3 د 22 ث     |                |
| 8                     | Karel Vacek ‏          | Team Solution Tech–Vini Fantini ‏ | + 3 د 29 ث     |                |
| 9                     | Oliver Rees ‏          | ترينيتي رود ريسينغ ‏              | + 3 د 46 ث     |                |
| 10                    | Alejandro Franco ‏     | برجس بي إتش ‏                     | + 4 د 20 ث     |                |
|                       |                       |                                  |                |                |
| مصدر: ProCyclingStats |                       |                                  |                |                |

## وصلات خارجية
- الموقع الرسمي
- لمحة عن سباق غران كامينيو 2023 على موقع  ProCyclingStats   (برو  سايكلنج  ستاتس) - إحصاءات  محترفي  الدراجات.
- غران كامينيو 2023 على موقع إحصائيات الدراجات الإحترافية (الإنجليزية)